# Новоплатонівка
Новоплато́нівка — село в Україні, у Борівській селищній громаді Ізюмського району Харківської області. Населення становить 460 осіб. До 2020 орган місцевого самоврядування — Борівська селищна рада.

## Географія
Село Новоплатонівка знаходиться на лівому березі Оскільського водосховища (річка Оскіл). Від водосховища село відділяє смуга в 1 км великого лісового масиву (сосна). За 3 км розташовується смт Борова. Поруч проходять автомобільна дорога Р79 і залізнична дорога (найближча станція Платонівка).

## Історія
1910 — село засноване переселенцями з Катеринославщини. Село назване на честь Платона Кальницького, довіреної особі поміщиці Софії Миколаївни Пєховської, яка продала свої землі переселенцям. Серед них:
1. Оврам Дубовий
2. Пилип Кучма
3. Андрій Ніколаєнко
4. Кіндрат Петрига
5. Андрій Плахтій
6. Костянтин Слюта
7. Олексій Скиба
8. Федосій Хоружевський
9. Михайло Шелест

12 червня 2020 року, відповідно до Розпорядження Кабінету Міністрів України № 725-р «Про визначення адміністративних центрів та затвердження територій територіальних громад Харківської області», увійшло до складу Борівської селищної громади.
19 липня 2020 року, в результаті адміністративно-територіальної реформи та ліквідації Борівського району, увійшло до складу Ізюмського району Харківської області.

## Населення

### Мова
Розподіл населення за рідною мовою за даними перепису 2001 року:
| Мова       | Кількість | Відсоток |
| ---------- | --------- | -------- |
| українська | 407       | 88.48%   |
| російська  | 51        | 11.09%   |
| болгарська | 2         | 0.43%    |
| Усього     | 460       | 100%     |

## Об'єкти соціальної сфери
- Загальноосвітня школа I—III ст. (діяльність призупинена, не працює з 1 вересня 2016) [7]

## Економіка
- Одноребрівська затока (або Борівська затока) і прилеглі мілководдя в центральній частині водосховища і на його лівому березі між селом Новоплатонівка і смт Борова — одне з основних нерестовищ і місце нагулу промислових риб. Площа — 90 га[8][9]
- У декількох кілометрах розміщена газокомпресорна станція "Борова"[10]